# Horta (agricultura)

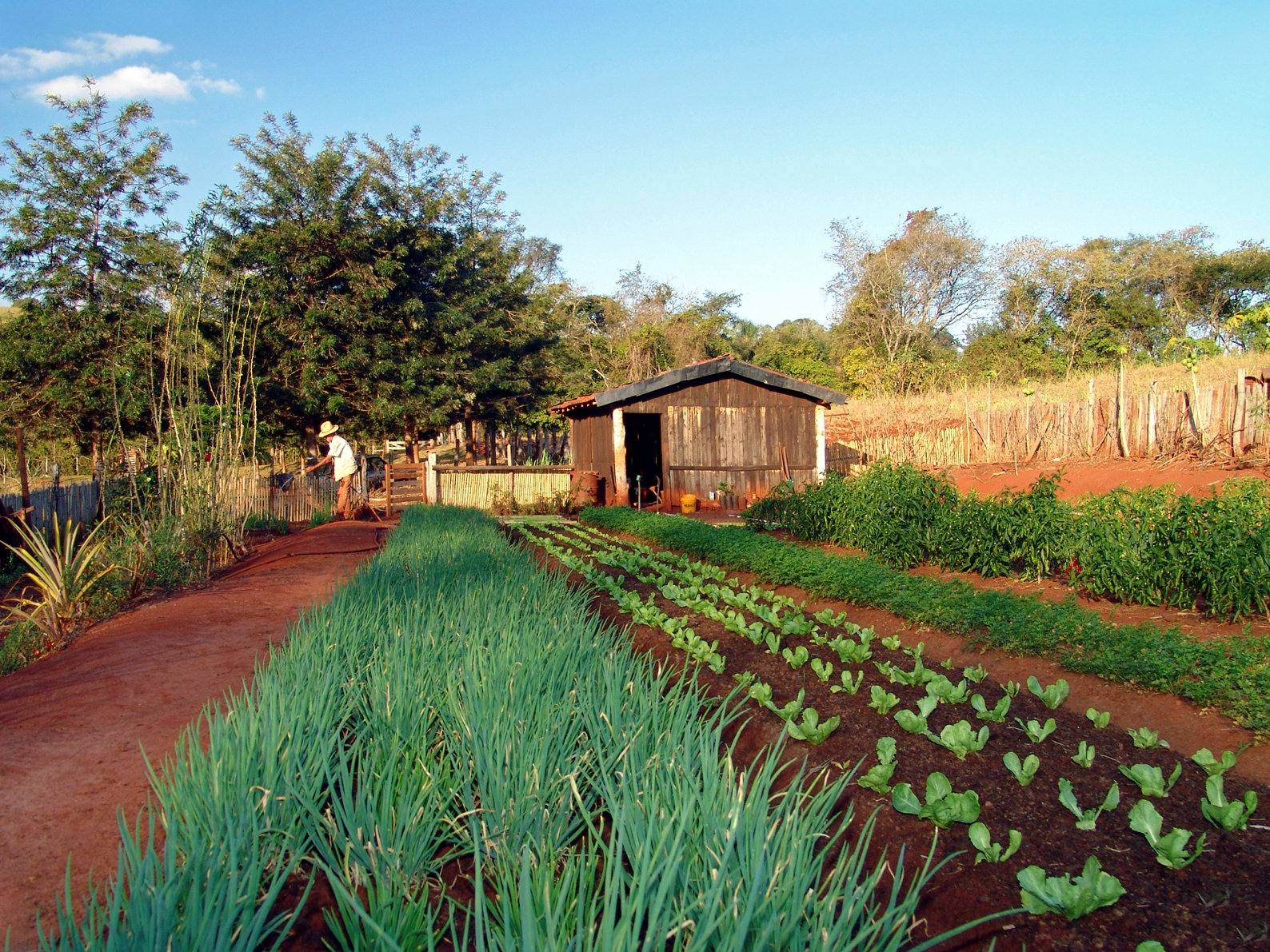
Uma horta em pequena propriedade rural em Avaré, Brasil

A horta ou horto é um local em que são cultivados legumes e hortaliças. Nela também podem  plantar-se temperos e ervas medicinais.
As hortas geralmente localizam-se em um terreno que recebe sol o dia todo, plano ou levemente inclinado, com terra fértil que possa ser adubada. As plantações podem ser organizadas em canteiros. 
O ramo da agricultura que trata deste tipo de cultura é a olericultura.

## A importância da horta
A promoção da saúde permite que as pessoas adquiram maior controle sobre sua própria qualidade de vida. Através da adoção de hábitos saudáveis não só os indivíduos, mas também suas famílias e comunidade se apoderam de um bem, um direito e um recurso aplicável à vida cotidiana. Baseado nesse conceito de integração entre grupos de indivíduos, a Organização Mundial da Saúde (1997) define que uma das melhores formas de promover a saúde é através da escola. Isso porque, a escola é um espaço social onde muitas pessoas convivem, aprendem e trabalham, onde os estudantes e os professores passam a maior parte de seu tempo. Além disso, é na escola onde os programas de educação e saúde podem ter a maior repercussão, beneficiando os alunos na infância e na adolescência. Nesse sentido, os professores e todos os demais profissionais tornam-se exemplos positivos para os alunos, suas famílias e para a comunidade na qual estão inseridos.
No Brasil a educação ambiental foi regulamentada pela Política Nacional de Educação Ambiental (PNEA), Lei 9.795, de 27 de abril de 1999, define seus princípios básicos, incorporando oficialmente a Educação Ambiental nos sistemas de ensino.
A Horta pode ser um laboratório vivo para diferentes atividades didáticas. Além disso, o seu preparo oferece várias vantagens para a comunidade. Dentre elas, proporciona uma grande variedade de alimentos a baixo custo, no lanche das crianças, permite que toda a comunidade tenha acesso a essa variedade de alimentos por doação ou compra e também se envolva nos programas de alimentação e saúde desenvolvidos na escola. Portanto, o consumo de hortaliças cultivadas em pequenas hortas auxilia na promoção da saúde. 

### Benefícios da horta na escola
O contato do estudante com a terra, as plantas e hortaliças possibilita estreitar a sua relação com a natureza e contribui para a conscientização sobre os impactos das suas ações no meio ecológico. Outra importante contribuição está relacionada ao aprendizado sobre alimentação e nutrição. 
As crianças poderão utilizar os produtos da horta escolar nas aulas de culinária, em projetos de nutrição e compreender a importância de hábitos saudáveis para a saúde. Além disso, também pode difundir esses conhecimentos para os demais meios em que está inserido, principalmente o ambiente familiar.

## Plantas típicas da horta
- Hortaliças: cenoura, couve, abóbora, cebola, agrião, alho, alface, espinafre, rúcula
- Temperos: salsa, tomilho, manjerona, manjericão, hortelã, alecrim
- Outros: tomate, melancia.